# Geophis immaculatus
La culebra-minera inmaculada (Geophis immaculatus) es una especie de serpiente fosorial de la familia colubridae. Es nativo de Guatemala y México. No se reconoce subespecies.